# Atom (zespół muzyczny)
Atom – zespół jazzowy przy wojewódzkim domu kultury w Krakowie utworzony w 1945 przez Alojzego Thomysa w składzie:
- saksofon altowy – Alojzy Thomys
- fortepian – B. Kolasa
- kontrabas – Henryk Serafin
- perkusja – Jan Bronikowski
- trąbka – Zygmunt Kincel
- puzon – Włodzimierz Wasio
- saksofon tenorowy – Edmund Rymaszewski.
- śpiew – Danuta Smykla, znana później jako Danuta Rinn.